# کرامه، رقه
کرامه (به عربی: الکرامة) یک منطقهٔ مسکونی در سوریه است که در ناحیه الکرامه واقع شده‌است. کرامه ۷٬۰۳۴ نفر جمعیت دارد.